# Scandal (japoński zespół muzyczny)
SCANDAL – japońska pop-rockowa grupa muzyczna pochodząca z Osaki.
Grupa składa się z czterech dziewczyn: Haruna Ono, Tomomi Ogawa, Mami Sasazaki i Rina Suzuki.
Zespół został założony w 2006 roku. Wkrótce po powstaniu zaczął występować w Osaka Castle Park. Szybko zdobył popularność. Po koncertach za granicą we Francji, Stanach Zjednoczonych i Hongkongu, zespół stał się popularny wśród zagranicznych fanów japońskiej kultury popularnej.
Single Scandal Nanka Buttobase i Haruka znalazły się na 3. miejscu w zestawieniach Oricon’u. Utwory zespołu zostały wykorzystane w anime, takich jak Bleach i Fullmetal Alchemist.

## Skład zespołu
- Haruna Ono (jap. 小野春菜 Ono Haruna) – wokal prowadzący, gitara[potrzebny przypis]
- Mami Sasazaki (jap. 笹崎まみ Sasazaki Mami) – gitara prowadząca, wokal wspomagający
- Tomomi Ogawa (jap. 小川ともみ Ogawa Tomomi) – bas, wokal prowadzący
- Rina Suzuki (jap. 鈴木理菜 Suzuki Rina) – perkusja, Keyboard, gitara, wokal wspomagający